# Грант, Энн
Энн-Мэри Гвинн Грант (до замужества — Флетчер) (англ. Ann-Mary Gwynne Grant (Fletcher), 6 мая 1955, Солсбери, Южная Родезия) — зимбабвийская хоккеистка (хоккей на траве), полевой игрок. Олимпийская чемпионка 1980 года.

## Биография
Энн Грант родилась 6 мая 1955 года в городе Солсбери в Южной Родезии (сейчас город Хараре в Зимбабве).
Играла в хоккей на траве за «Олд Харарианс» из Солсбери. В 1974—1980 годах выступала за сборную страны.
В 1980 году вошла в состав женской сборной Зимбабве по хоккею на траве на летних Олимпийских играх в Москве и завоевала золотую медаль. Провела 5 матчей, мячей не забивала. Была капитаном команды.
В 1981 году переехала в Дурбан, где работала финансовым директором в ряде фирм.

## Семья
Братья Энн Грант Аллен Флетчер и Данкан Флетчер играли за сборную Зимбабве по крикету. Данкан был её капитаном на чемпионате мира 1983 года, впоследствии тренировал сборную Англии. Всего у Грант было пять братьев.